# ГЕС Оса
ГЕС Оса – гідроелектростанція на півдні Норвегії, за півтори сотні кілометрів на північний схід від Осло. Використовує ресурс із озера Osensjoen, яке річкою Оса дренується праворуч до найбільшої річки країни Гломма (тече до протоки Скагеррак). 
У 1935-1941 роках Осу за 4 км після виходу з озера перекрили комбінованою греблею, яка складається із бетонної секції довжиною 60 метрів та прилягаючої до неї праворуч насипної ділянки довжиною 30 метрів. Ця споруда, модернізована на початку 1980-х  під час спорудження станції Оса, дозволяє регулювати рівень в Osensjoen між позначками 248,2 та 251,9 метра НРМ. Це перетворило його на водосховище з площею поверхні від 46,4 км2 до 47,9 км2 та корисним об’ємом 175 млн м3 (загальний обсяг води у озері складає 7074 млн м3).
Із озера у напрямку Гломми проклали дериваційний тунель довжиною 13,8 км, який подає ресурс до підземного машинного залу. Тут встановлено дві турбіни типу Френсіс потужністю по 45 МВт, котрі використовують напір у 200 метрів та забезпечують виробітку 306 млн кВт-год електроенергії на рік.
Відпрацьована вода по тунелю довжиною 1 км відводиться до Гломми дещо вище за устя Оси.